# 宋鸿兵
宋鸿兵（1968年8月22日—），美国籍，生於四川成都，祖籍河北，金融畅销书作者。著有《货币战争》系列丛书。

## 生平
1968年8月22日出生于四川成都，祖籍河北。
1986年高中畢業於四川師範大學附中；1990年毕业于东北大学自动控制系，任職於成都无缝钢管厂；1993年任職於光大国信的成都分公司市场销售；
1994年赴美留学，主修教育学，1996年获美利坚大学文科教育硕士学位。1996年在美利堅大學主修信息工程專業。
1997年碩士畢業後，宋鴻兵在美国公关公司、医疗业、电信业、信息安全、联邦政府和著名金融机构供职。
2008年金融危机之前曾在美国最大的非银行金融机构房利美、房地美供职，做模型和数据分析。
2006年初，宋鴻兵目睹美国次贷危机的一步步逼近，他决定转到国内发展；
2007年6月開始出版《货币战争》系列叢書，在国内和国际上引起巨大反响，曾被世界30多个国家和地区的媒体广泛报道。
2007年12月，39岁的宋鴻兵从华尔街回到北京，在一家证券公司担任首席国家金融战略分析师；
2008年创建独立智库环球经济研究院。2009年成立了货币战争工作室；
2014年到2018年1月底主持網路脫口秀節目《鸿观》。
2018年6月起主持網路脫口秀節目《潛流》。

## 寫作風格
宋鸿兵長期以各種經濟陰謀論著稱，所以評價兩極，幾乎所有國際經濟事件在他看來背後都有陰謀，而其核心結論簡而言之是圍繞一點「貨幣不可信，持貨幣者永遠受人玩弄」貨幣是世界最大風險的資產，聰明人都會儘量捨棄，將貨幣換成實體物資或是房產、貴金屬。也因此許多廠商、投資公司都會付高昂演講費請他來站台，成為一種互利共生關係，因為他的不要持貨幣理論剛好可以促銷這些公司的商品或投資股權。
但他的此一論點隨著2011-15年間國際大宗物資和石油價格大幅下跌而逐漸出問題，這種趨勢剛好證明了物資價值下降，而貨幣是最有價值資產。
2011年一家名為泛亞有色金屬交易所的公司在雲南成立，邀請宋鸿兵多場演講，鼓吹民眾趕緊投資貴金屬，多達20萬人入會流動資金400億人民幣以上，然而隨著大宗物資不景氣2015年中起泛亞公司出現贖回困難，並有捲款跑路風聲，大批投資人求償無門開始圍堵代言人宋鸿兵，2015年12月12日他在一場演講會上被泛亞受害人噓下台並上場毆打，被逼簽下道歉協議。

## 家庭
- 妻子：Julie：旅居美國維吉尼亞州；
- 女兒：Sophia Song（2000年 -）：2018年高中畢業於美國維吉尼亞州Langley High School